# E. Glynn Harmon
Elmer Glynn Harmon (4. listopadu 1933 – 17. února 2013) byl profesor na Texaské univerzitě v Austinu. Výzkum Dr. Harmona byl zaměřen na základní otázky povahy informací a lidského uvažování, se specifickým aplikováním informační vědy do lékařské informatiky, ekonomii informací, inteligentních systémů a vzdělávání. Známý je nejvíce díky své knize: "Human Memory and Knowledge".

## Život
"Glynn was a pioneer," said iSchool Dean Andrew Dillon. "He envisioned a scientific discipline of information before the first iSchool was ever imagined and deserves to be recognized as a founding father of the field. He was also a true gentleman and friend who will be missed by generations of graduates and colleagues, many of whom he continued to assist, long after they had left Texas."

„Glynn byl průkopníkem," řekl iSchool Dean Andrew Dillon. „Předtím, než vůbec vznikla představa první školy iSchool, předpověděl vědeckou disciplínu informací a zaslouží si, aby byl uznáván jako zakladatel oboru. Také to byl pravý gentleman a přítel, který bude chybět generacím absolventů a kolegů, hodně těm, který pomáhal i dlouho poté, co opustili Texas."

### Vzdělání
- M.B.A. Business Administration, Southwest Texas State University, 1973.
- Ph.D. Information Science (Public Administration cognate), Case Western Reserve University, 1970.
- M.S. Library and Information Science, Case Western Reserve University, 1965.
- M.A. Political Science (Public Administration), University of California, Berkeley, 1963.
- B.A. Political Science, University of California at Berkeley, 1960.[4]

### Zaměstnání
Rozdělena na období, dle profese, kterou Glynn Harmon právě zastával.
- 1947–1952 Asistent manažera městského letiště a civilního letec, Hollister and Ukiah, Kalifornie, (brigáda počas střední školy)
- 1953–1955 Psychiatrický technik a vedoucí oddělení, Agnew State Hospital, Kalifornie
- 1955–1959 Letec a referent pro informace a vzdělávání, Pacific Fleet Naval Air Squadrons, Okinawa, Japan and Hawaii
- 1960–1961 Rezervní námořní letec, NAS, Oakland, Kalifornie (částečný úvazek), mezitím studoval na UC Berkeley
- 1962–1964 Vedoucí správní ředitel, Oddělení komunikace, U.S. Naval Station and Auxiliary Air Station, Mayport, Florida
- 1964–1966 Výzkumný pracovník, Centrum pro dokumentaci a komunikační výzkum, Case Western Reserve University, Cleveland Ohio (na částečný úvazek); Referenční asistent obecné knihovny, (na částečný úvazek)
- 1965–1966 Školitel ve vládě, asistent ředitele knihovny a referenční knihovník, California State University, Chico, Kalifornie
- 1966–1970 Odborný asistent, Postgraduátní škola knihovnictví, University of Denver, Denver, Colorado
- 1970–1975 Odborný asistent, Knihovnictví a informační věda, The University of Texas at Austin
- 1975–1990 Profesor, Knihovnictví a Informační věda a Manažerský informační systém, Postgraduátní škola knihovnictví a informační vědy a Postgraduátní škola obchodní, The University of Texas at Austin
- 1990–1991 Děkan a Profesor, Knihovnictví a informační věda, The University of Texas at Austin
- 1991–1997 Profesor, Knihovnictví a informační věda, The University of Texas at Austin
- 1997–1999 Prozatímní děkan a Profesor, Knihovnictví a informační věda, The University of Texas at Austin, (jako prozatímní děkan jen 2 roky a 2 měsíce)
- 1999–2013 Profesor, School of Information, The University of Texas at Austin

### Karibská krize a Glynn Harmon
Jako mladý muž se naučil létat letadlem a sloužil jako námořní pilot, školský důstojník, ruský tlumočník a správce komunikace pro americké námořnictvo. Byl nasazen v roce 1962 a létal stíhačkou Navy podél Formosa Straights na průzkumných jízdách, byl jeden z osmi ruských tlumočníků na ničiteli během kubánské raketové krize. Jeho vzpomínky na tuto dobu líčí velmi drsné moře, nebezpečí ruských ponorek a neustálý strach z hrozícího nebezpečí z případné americké invaze na Kubu. Později také učil leteckou historii na UT Austin.

## Oblasti výzkumu
1. Biomedical Informatics
2. Cognition and information need and use patterns
3. Human factors and information systems
4. Information economics and impact
5. Aerospace Informatics
6. Nobel laureate discovery and information use patterns

## Význam pro informační vědu a knihovnictví
- Pomáhal při vývoji prvního počítačového vyhledávání informací a online systémů a počáteční formulace booleovských operátorů.
- Vyvinul interdisciplinární doktorský studijní program GSLIS s J. H. Shera (1970–1971) a učební plán lékařských knihoven a certifikační program.
- Předsedal zvláštní zájmové skupině pro vzdělání, Americká společnost pro Informační vědu (1973–1974).
- Organizované úsilí přidat informační vědu ke jménu Graduate School of Library Science (1975–1980).
- Neustále nabízel spoustu kurzů týkajících se informační vědy. Vyučoval informační vědu a vedl velký počet doktorandských dizertačních prací.
- Svou tvorbou propagoval informační vědu a zasloužil se o vznik a rozvoj informační vědy jako oboru.

## Tvorba

### Reviewing a editační činnost
- Annual Review of Information Science and Technology. Member Advisory Board, 1977–1981 and 1999–2013. Reviewer, 1977–2013.
- Bulletin of American Society for Information Science and Technology. Reviewer, 1973–2013.
- Information Processing and Management. Reviewer, 1992–2013.
- Information Systems Research. Reviewer, 1995–2013.
- Journal of the American Society for Information Science and Technology. Reviewer, 1972–2013.
- National Science Foundation. Reviewer, 1980–1990, 1994–2013.

### Publikace
Human Memory and Knowledge: A Systems Approach. – Ústředním tématem knihy je:„ Rozsah, v jakém byly vytvořeny, strukturovány a vymezeny oblasti osvojených znalostí, zejména informační vědy, v souladu s potřebami a omezeními, které jsou dány relativně konstantním a omezeným rozpětím lidské paměti“. Kromě toho zde Dr. Harmon řeší, vznik a následný vývoj informační vědy jako takové a dobře rozebírá strukturu znalostí. Je to šestá kniha v řadě pro Contributions in Librarianship and Information Science, pod editací Paula Wassermana. Pro dnešní čtenáře tato kniha může mít význam jakéhosi "kukátka" zpět k počátkům informační vědy.

### Ocenění a úspěchy
Beta Phi Mu,1965-2013 (Library Science honorary).
Book of the Year Award, American Society for Information Science, 1983.
Phi Kappa Phi, 1985-2013 (Faculty honorary).
Top Flight Student Award, Naval Air Training Command, 1956.
Texas Excellence in Teaching Award , The University of Texas, 1994.
Excellence in Advising Award, The University of Texas, 1994.
Top Advisor Award, The University of Texas, 1994.
V roce 2013 držel se svými absolventy vedoucí příčky po celém světě.